# Hold the Line
«Hold the Line» (en català "aguanta la línia") és una cançó de la banda de rock Toto, inclosa a l'àlbum debut Toto del 1978. Fou el primer èxit de la banda i va arribar al top de 10 països, venent quasi dos milions de còpies als Estats Units i aconseguint la cinquena posició a Billboard Hot Charts. Va ser composta pel teclista David Paich i cantada per Bobby Kimball.
El tema també fou rellançat en el disc 'Past To Present 1977-1990'.
Aquesta cançó va ser inclosa en la banda sonora del videojoc Grand Theft Auto: San Andreas.

## Llista de cançons
- Hold The Line (Paich) - 3:31
- Takin' It Back (S. Porcaro) - 3:47